# ميخائيل كولز
ميخائيل كولز (11 سبتمبر 1981 ببرستل في المملكة المتحدة - ) (بالإنجليزية: Michael Coles)‏ هو لاعب كريكت بريطاني. لعب مع Somerset Cricket Board ‏ وWiltshire County Cricket Club ‏.